# Pholidoscelis wetmorei
Espèce
Synonymes
- Ameiva wetmorei Stejneger, 1913
- Ameiva wetmorei eleanorae Grant & Roosevelt, 1932

Pholidoscelis wetmorei est une espèce de sauriens de la famille des Teiidae.

## Répartition
Cette espèce est endémique de Porto Rico. Elle se rencontre sur les îles de Guayacan, de Magueyes, de Caja de Muertos, de Morrillito et dans le Sud-Ouest de Porto Rico.

## Étymologie
Cette espèce est nommée en l'honneur d'Alexander Wetmore.

## Publication originale
- Stejneger, 1913 : A new lizard from Porto Rico. Proceedings of the Biological Society of Washington, vol. 26, p. 69-71 (texte intégral).